# Manuel Torre

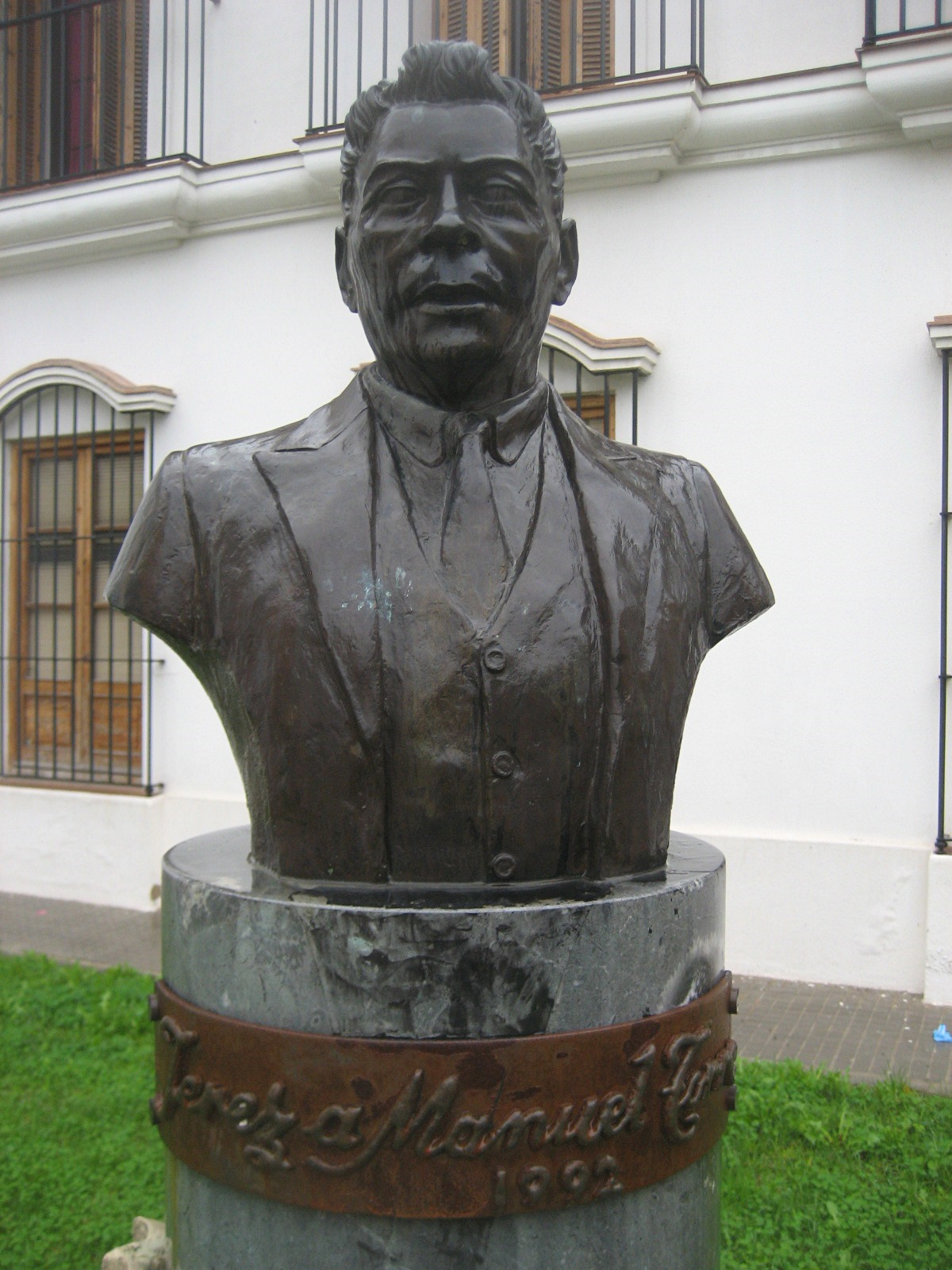
Busto de Manuel Torre en Jerez de la Frontera.

Manuel de Soto Leyton (Jerez de la Frontera, 4 de diciembre de 1880 - Sevilla, 21 de julio de 1933), más conocido como Manuel Torre, o Torres, fue un cantaor de flamenco de etnia gitana.
Se sugiere que el apodo «Torre» viene de su padre, también cantaor y natural de Algeciras, llamado así por su estatura.

## Vida y obra
Nacido en el Barrio de San Miguel (Jerez de la Frontera).
Comenzó sus actuaciones públicas en los cafés cantantes de Jerez de la Frontera.
En 1902 debutó en Sevilla y en 1909 en Madrid en el Café del Gato.
En 1923 participó como artista invitado junto a la Niña de los Peines en el festival que se celebró en el Palacio de Carlos V de Granada.
En 1926 actuó en el homenaje que se celebró en el Teatro Pavón de Madrid a otro gran cantaor, Manuel Vallejo.
Federico García Lorca mostró su admiración por Manuel en su Poema del cante jondo en 1931.
Realizó grabaciones de 25 cantes, soleares, seguiriyas, fandangos, bulerías, malagueñas, tangos, peteneras, villancicos y saetas, entre otros.
Fue el primer cantaor en interpretar una versión aflamencada del tema Los campanilleros, que después popularizó la Niña de la Puebla.
Se casó dos veces, por el rito gitano; con la bailaora Antonia Torre Vargas "La Gamba", con quien tuvo tres hijos: Tomás Soto Vargas ("Tomás Torre"), Juan Soto Vargas y Juana Soto Vargas. De su segundo matrimonio con María Loreto Reyes, "La Feonga", tuvo a Tomasa Soto Loreto (esposa de José Fernández Granados, "Perrate de Utrera"), María Soto Loreto, Amparo Soto Loreto (casada con el bailaor Pepe Ríos), Consuelo Soto Loreto (esposa del guitarrista Manuel Delgado, "Manolo Brenes") y Gabriela Soto Loreto.
Sus restos descansan en el cementerio de San Fernando (Sevilla), donde también se ubica el mausoleo del torero José Gómez Ortega el Gallo; la casualidad quiso que descansara a pocos metros de él.
Dejó un legado de nietos en el mundo musical como Gaspar Fernández Soto, "Gaspar de Perrate"; Tomás Fernández Soto, "Tomás de Perrate" y Antonio Delgado, "Antonio Brenes", ya fallecido. Biznietos que también están en el mundo de la música: Bernardo Vázquez, Irene y Chelo Vázquez ("Las Chamorro"), Cele de Juana, Joseíto Vázquez y Juan Antonio.

## Homenajes
La figura del cantaor ha recibido diversos homenajes, como el realizado por María del Mar Moreno bailaora flamenca en 2016.